# John Holmes (ator pornô)
John Holmes, nome artístico de John Curtis Estes, (Pataskala, 8 de Agosto de 1944 — Los Angeles, 13 de Março de 1988) foi um actor e director do cinema pornográfico. É considerado um dos maiores nomes do pornô de todos os tempos.

## Biografia
John Holmes começou sua carreira no ano de 1969 e fez até 1988 cerca de 3 000 filmes (excluindo coletâneas), também foi assistente de diretor e diretor. Foi casado duas vezes. Sua carreira no cinema pornô teve um ligeiro declínio no começo da década de 1980 devido ao consumo de drogas, que o levou à perda quase total de sua fortuna.

## Os crimes de Wonderland
Obs: Os fatos a seguir serviram de inspiração para o filme Crimes em Wonderland, com Val Kilmer.
Tudo aconteceu em 1 de julho de 1981 na avenida Wonderland na cidade de Los Angeles. Holmes aceitou participar de um roubo idealizado por um bando de traficantes conhecidos como a gangue de Wonderland, que atuava nos subúrbios de Los Angeles, para pagar suas dívidas devido ao vício em drogas pesadas, o que o impedia de atuar nos filmes. O plano era roubar o poderoso Eddie Nash, traficante e proprietário de quase todos os clubes noturnos em Los Angeles. No entanto, Nash descobriu quem havia realizado o assalto e juntamente com seus comparsas armados com barras de ferro, foi a avenida Wonderland e invadiu a casa da gangue, ocasionando assim um quádruplo assassinato (as 4 pessoas da gangue que se encontravam na casa). Durante o brutal assassinato, Nash obrigou Holmes (que havia entregado a gangue, devido a ameaças de Nash contra sua família) a presenciar tudo, para servir de lição por ter ajudado a gangue no assalto. Os depoimentos de Holmes e de um motoqueiro (que ajudou no assalto, e era namorado de uma garota que fazia parte da gangue e que fora assassinada na casa) não serviram de nada para a polícia para incriminar Nash, Holmes ou qualquer outra pessoa. O crime ficou sem solução até 1990, já após a morte de Holmes. Nesse ano, sua ex-mulher Sharon, disse que Holmes havia passado na casa dela após o crime e lhe contado tudo.

## Morte
Seus últimos quatro meses de sua vida, foram, sobretudo, de cama, com constantes idas a hospitais para tratamento. John Holmes morreu de complicações relacionadas à AIDS (de acordo com sua certidão de óbito, parada cardiorrespiratória e encefalite devido à AIDS, associada a linfadenopatia e candidíase esofágica) em 13 de março de 1988 aos 43 anos. Seu corpo foi cremado e suas cinzas foram espalhadas no mar ao largo de Oxnard, na Califórnia.

## Filmes sobre John Holmes
- Crimes em Wonderland
- Boogie Nights - Prazer sem Limites

## Prêmios
- 2008 XBIZ Award - Lifetime Achievement - Male Performer [4]
- 1997 XRCO Award Lifetime Achievement - Accepted by Holmes' Godson Sean Amerson[4]

### Xrco (x-rated Critics Organization)
- Hall da Fama

### AVN (Adult Video News)
- Hall da Fama